# 荘山田村
荘山田村（そうやまだむら）は、広島県安芸郡にあった村。現在の呉市の一部にあたる。

## 地理
- 海洋：広島湾
- 河川：二河川[1]

## 歴史
- 1889年（明治22年）4月1日、町村制の施行により、安芸郡荘山田村が単独で村制施行し、荘山田村が発足[1][2]。
- 1898年（明治31年）呉警察署が和庄町から移転[1]。
- 1902年（明治35年）10月1日、安芸郡二川町、和庄町、宮原村と合併し、市制施行し呉市を新設して廃止された[1][2]。

## 産業
- 農業、漁業[1]。